# Relaciones Cuba-Libia
Las relaciones Cuba-Libia son las relaciones internacionales entre la República de Cuba y el República de Libia.

## Historia
Las relaciones diplomáticas entre Cuba y Libia fueron establecidas el 1 de marzo de 1976.
Durante la primera guerra civil libia, el expresidente de Cuba, Fidel Castro, que siguió siendo influyente dentro del Partido Comunista de Cuba, expresó su preocupación por el hecho de que Estados Unidos se estuviera preparando para invadir Libia.
El 23 de octubre de 2011, después de la muerte de Muammar Gadafi, Fidel Castro condenó el asesinato de Muammar Gaddafi y el "papel genocida" de la OTAN. Añadió también que "el cuerpo de Gadafi ha sido secuestrado y mostrado como un trofeo de guerra, una conducta que viola los principios más elementales de las reglas islámicas y otras creencias religiosas que prevalecen en el mundo".

## Misiones diplomáticas
- La embajada de Cuba en Egipto concurre con representación diplomática a Libia.
- Libia tiene una embajada en Havana.